# Yes Indeed
Yes Indeed è un singolo del rapper statunitense Lil Baby, pubblicato il 15 maggio 2018 in collaborazione con Drake.

## Tracce
1. Yes Indeed – 2:22